# Arthur Miller
Pour les articles homonymes, voir Miller.
Œuvres principales
- Ils étaient tous mes fils
- Mort d'un commis voyageur
- Les Sorcières de Salem
- Vu du pont

Arthur Miller est un dramaturge, écrivain et essayiste américain né le 17 octobre 1915 à Harlem (New York) et mort le 10 février 2005 à Roxbury,.
Importante figure de la littérature et du cinéma américain du XXe siècle, brièvement marié à Marilyn Monroe, il a écrit un nombre important de pièces de théâtre dont les plus connues sont Les Sorcières de Salem (The Crucible) et Mort d'un commis voyageur (Death of a Salesman).

## Biographie

### Jeunesse
Arthur Miller naît dans une famille d’immigrants polonais juifs de la classe moyenne, à Brooklyn (New York). Son père, Isadore Miller, illettré, a du succès dans son métier de tailleur d’habits féminins. Sa mère, Augusta Barnett (1891-1961), est institutrice. Arthur a un frère Kermit, qu’il admire beaucoup, et une petite sœur, Joan. La famille vit près de Central Park, à Manhattan, jusqu’en  1929. Le père est ruiné par la Grande Dépression, et la famille déménage à Harlem. Son écriture est fortement influencée par cet événement.
Arthur Miller est scolarisé à la Public School #24 de Harlem, de 1920 à 1928. À la Lincoln High School de Brooklyn, Miller est un élève médiocre mais un athlète confirmé. Il apparaît généralement comme un non-intellectuel. Il dit lui-même que : « si j'avais une idéologie, c'est ce que j'avais appris des journaux Hearst. » Refusé à l'université du Michigan et à l'université Cornell, il commence à travailler dans un entrepôt de pièces détachées pour automobiles, où il est confronté à l'antisémitisme, ce qui influencera aussi ses œuvres. À cette époque, il lit les œuvres de Charles Dickens et de Fiodor Dostoïevski. Il économise une grande partie de son salaire pour pouvoir en 1934 postuler de nouveau l'Université du Michigan où il est cette fois reçu.[réf. nécessaire]

### Études
À l'université de Michigan, Miller étudie le journalisme et le théâtre, s'intéressant particulièrement au théâtre grec antique et aux œuvres d'Henrik Ibsen et de Fiodor Dostoïevski. Pendant les vacances du printemps 1936, il écrit pour l'Avery Hopwood Award (qu'il remporte) sa première vraie pièce : Honors at Dawn. La pièce a comme sujet une grève et l'incapacité du héros de s'exprimer.
En 1938, Miller est diplômé en anglais. Outre les bases qu'il lui faut pour devenir le dramaturge qu'on connaît, il garde de ses études une blessure de football américain qui lui vaudra d'être exempté de service militaire pendant la Seconde Guerre mondiale.
L'université l'honorera par la suite en lui décernant un Doctorat honoraire de Humane Letters en 1956.

### Après l’université
En 1949, Mort d'un commis voyageur gagne le prix Pulitzer (catégorie drame), six Tony Awards et un New York Drama Critics Circle Award. C’est la première pièce à avoir jamais gagné les trois. Sa pièce suivante, Les Sorcières de Salem, est jouée pour la première fois à Broadway le 22 janvier 1953.
En juin 1956, dans la continuité de la période maccarthiste, il est convoqué pour s’expliquer devant la commission des activités non-américaines. Il a en effet été dénoncé par Elia Kazan comme ayant assisté à des meetings du Parti communiste des États-Unis d'Amérique. Il admet être allé à certaines réunions mais nie être communiste. Il a en effet assisté à quatre ou cinq réunions d'auteurs organisées par le parti communiste en 1947. Il a aussi apporté son soutien à une conférence pour la paix au Waldorf-Astoria de New York et a signé de nombreux appels et pétitions. Il refuse cependant de citer d'autres personnes associées à des groupes gauchistes ou supposés communistes.
Le 31 mai 1957, Miller est déclaré coupable d’outrage au Congrès pour avoir refusé de révéler les noms de membres d’un cercle littéraire suspecté d’affiliation communiste. Sa condamnation sera annulée le 8 août 1958 par la cour d’appel américaine.
C’est aussi en 1958 que Miller publie un recueil de ses pièces, intitulé Collected Plays.

### Marilyn Monroe

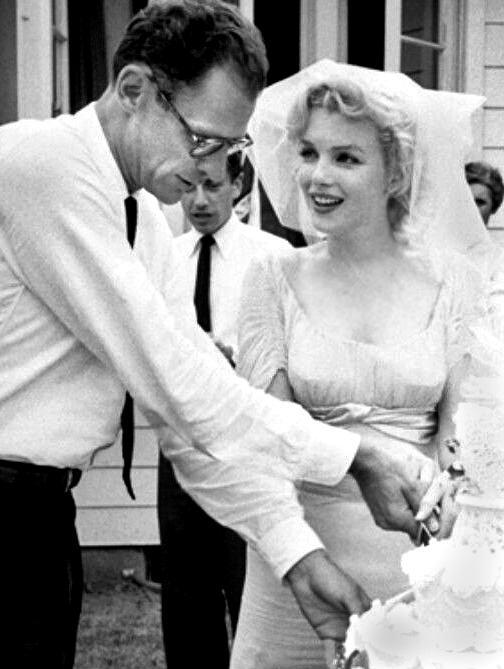
Mariage d'Arthur Miller et Marilyn Monroe en 1956.

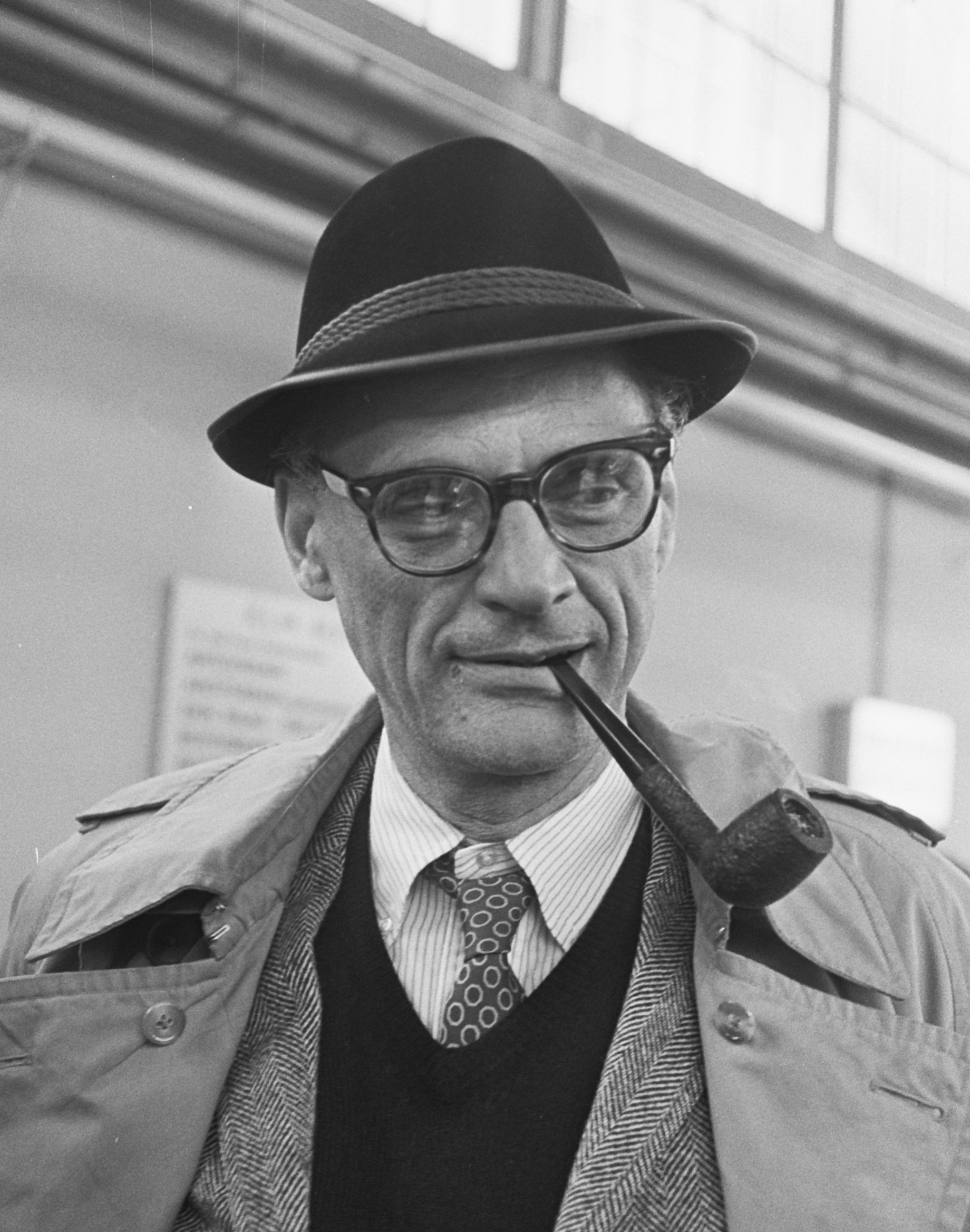
Arthur Miller en 1966.

En mai 1955, Arthur Miller commence à fréquenter Marilyn Monroe, croisée cinq ans plus tôt et qui vient de s'installer à New York pour y suivre les cours de l'Actors Studio après avoir divorcé du joueur de baseball Joe DiMaggio. Ils entament une liaison alors que Miller est toujours marié et père de deux enfants. Il finit par divorcer en juin 1956 pour épouser aussitôt Marilyn, qui se convertit deux jours plus tard, le 1er juillet 1956, au judaïsme lors d'une cérémonie religieuse présidée par le rabbin Robert Goldburg.
La presse les surnomme dès lors : « The egghead and the hourglass »,. Le couple s'installe à Long Island, Marylin ayant ralenti ses activités cinématographiques. Elle fait une fausse couche le 1er août 1957,, puis une nouvelle en décembre 1958, après le tournage de Certains l'aiment chaud. Elle accepte néanmoins de tourner Le Milliardaire de George Cukor à la condition que Miller réécrive le scénario. Elle a une liaison lors du tournage avec son partenaire Yves Montand, au vu et au su de tous mais Montand refuse de quitter sa femme, Simone Signoret, mettant un terme à la relation.
Les relations avec Miller s'étant tendues bien qu'il ait accepté la liaison de sa femme, Marilyn qui souffre de dépression, d'anxiété et d'insomnie chronique, commence à consulter un psychiatre de Los Angeles, le docteur Ralph Greenson pour l'aider à lutter contre ça et sa dépendance aux amphétamines, aux barbituriques et à l’alcool. Elle doit interrompre sa thérapie pour tourner Les Désaxés, écrit pour elle par Arthur Miller et réalisé par John Huston avec  Clark Gable et Montgomery Clift.  Sans l'aide de Greenson, elle se remet à prendre des somnifères et de l'alcool, annulant au dernier moment sa venue sur le plateau et étant même hospitalisée pendant dix jours. Le 16 novembre 1960, Gable meurt d'une crise cardiaque. Les journalistes accusent Marilyn de sa mort en raison de ses nombreux retards. Le film n'est pas un succès commercial et les critiques sont en majorité négatives, bien que certains saluent les performances de Monroe et de Gable.
Durant les mois suivants, elle devient de plus en plus dépendante à l'égard de l'alcool et des médicaments et Miller demande le divorce qui est prononcé en janvier 1961. En octobre 2018, le livre de prières juives (Siddour) qu'elle a reçu après son mariage avec Miller est mis aux enchères à New York.

### Dernières années
Le 1er mai 2002, Miller reçoit le prix Prince des Asturies. Entre autres lauréats de ce prix, on compte : Doris Lessing, Günter Grass, Carlos Fuentes et Philip Roth.
Il meurt chez lui le 10 février 2005 d’un cancer.

### Vie privée et engagements
Arthur Miller a été marié à trois reprises :
- du 5 août 1940 au 11 juin 1956 avec Mary Slattery (1915-2008) ; le couple aura deux enfants :  Jane (née en 1944) et Robert (né en 1947) ;
- du 29 juin 1956 au 20 janvier 1961 avec l'actrice Marilyn Monroe (1926-1962) ;
- du 17 février 1962 au 30 janvier 2002 avec la photo-journaliste Inge Morath (1923-2002) ; le couple aura deux enfants : Rebecca (née en 1962) et Daniel (né en 1966)[23].

D’après le biographe Martin Gottfried, Daniel étant atteint de trisomie 21, Miller l’a placé dans une institution à Roxbury et ne lui a jamais rendu visite (contrairement à Inge Morath),. Miller ne parle pas de Daniel dans Timebends, son autobiographie de 1987. Inge Morath meurt le 30 janvier 2002.
En décembre 2004, Miller (alors âgé de 89 ans) annonce qu’il vit depuis 2002 avec Agnes Barley, une artiste de 34 ans, et qu’ils comptent se marier. La mort de Miller deux mois plus tard interrompt ce projet.
Miller est politiquement actif tout au long de sa vie. À la convention démocrate de 1968 il sera même délégué pour Eugene McCarthy.
Miller est l’un des fondateurs du International PEN’s Writers in Prison Committee. En 1965 il en est élu président, une fonction qu’il occupera quatre ans.
En 1985, il visite la Turquie et y est honoré à l’ambassade des États-Unis. Mais il quitte le pays plus tôt que prévu, pour protester contre l'expulsion d'Harold Pinter qui avait fait allusion à la torture.

## Œuvres

### Théâtre
- Honors at Dawn, 1935 [28] ;
- No Villain: They Too Arise, 1937 ;
- L'Âge d'or (The Golden Years), 1940], joué pour la première fois en 1990 ;
- L'Homme qui avait toutes les chances (The Man Who Had All the Luck), 1944 ;
- Ils étaient tous mes fils (All My Sons), 1946 ;
- Mort d'un commis voyageur (Death of a Saleman), 1949 ;
- Un ennemi du peuple (Un ennemi du peuple), 1950 – adaptation anglaise de la pièce d'Ibsen ;
- Les Sorcières de Salem (The Crucible), 1953 ;
- Je me souviens de deux lundis (A Memory of Two Mondays), 1955 ;
- Vu du pont (A View from the Bridge), 1955 ;
- Après la chute (After the Fall), 1964 ;
- Incident à Vichy (en) (Incident at Vichy), 1965 ;
- Le Prix (The Price), 1968 ;
- La Création du monde et autres bisness (The Creation of the World and Other Business), 1972 ;
- The Archbishop’s Ceiling, 1977 ;
- L'Horloge américaine (The American Clock), 1981 ;
- Elegy For a Lady, 1982 ;
- Some Kind of Love Story, 1982 ;
- Playing for Time, 1985
  - en français : En sursis, trad. Jean-Joël Huber, Éditions du Brigadier, 2024
- Danger: Memory!: Two Plays (I Can’t Remember Anything et Clara) 1986 ;
- La Descente du Mont Morgan (The Ride Down Mt. Morgan), 1991 ;
- The Last Yankee, 1993 ;
- Le Miroir (Broken Glass), 1994 ;
- Le Désarroi De M. Peters (Mr. Peters' Connections), 1998 ;
- The Ryan Interview, 2000 ;
- Resurrection Blues, 2004 ;
- Finishing the Picture, 2004.

### Romans et nouvelles
- Focus (Focus), roman, 1945 ;
- Les Misfits (The Misfits)[4], novélisation du scénario[b], 1957 ;
- Enchanté de vous connaître (I Don’t Need You Anymore), recueil de nouvelles, 1967 ;
- Une fille quelconque (Homely Girl), roman court, 1992 ;
- Présence (Presence: Stories), recueil de nouvelles, traduction Pierre Guglielmina, Paris, Robert Laffont, 2011, 197 p.  (ISBN 978-2-221-11403-2).

### Scénarios
- The Hook, 1947 - projet abandonné
- Le Milliardaire (Let's Make Love) de George Cukor, 1960 ;
- Les Désaxés (The Misfits) de John Huston, 1961 ;
- Sursis pour l'orchestre (Playing for Time) de Daniel Mann, 1980 ;
- Chacun sa chance (Everybody Wins) de Karel Reisz, 1990 ;
- La Chasse aux sorcières (The Crucible)[30] de Nicholas Hytner, 1996 – adaptation de sa propre pièce Les Sorcières de Salem (1953).

### Autres œuvres
- Situation Normal, 1944
- La Couverture de Jane, 1963
- Fame[pas clair], 1970
- The Reason Why, 1970
- Au fil du temps (Timebends: A Life), mémoires, 1987
- Fenêtres sur le siècle (Echoes down the corridor), recueil d'essais de 1944 à 2000, 2001
- Ces comédiens qui nous gouvernent (On politics and the art of acting), essai, 2002

## Analyse de l'œuvre
- Si vous ne connaissez pas le sujet, laissez ce bandeau (vous pouvez alors contacter les auteurs).
- Si vous supprimez le contenu mis en cause (vous pouvez préalablement contacter les auteurs),

argumentez précisément cette suppression dans la page de discussion
(un manque de référence n'est pas un argument ; une recherche réelle de référence doit avoir été effectuée, être formellement documentée).

### Éléments de ses pièces
Les pièces d'Arthur Miller se passent dans des cadres familiaux. Il met en scène des hommes et des femmes ordinaires en souffrance. Ils sont en effet habités par une lutte intérieure entre leur morale, leurs envies, et les valeurs de la société (souvent le rêve américain pour Miller). Miller montre comment pour satisfaire la société ou leurs désirs, certains vont contre les exigences morales et comment d'autres luttent jusqu'au bout et refusent tout compromis, si petit soit il. Miller disait : « il y avait tant de Joe là-dehors, non seulement pendant la guerre, mais aussi dans la vie de tous les jours, tentant de maintenir le rêve américain, ou au moins utilisant cette justification. Il y a toujours un homme là-dehors prêt à vendre son âme pour se créer une vie et justifier qu'il l'a fait pour sa famille, mais c'était plus une question de son honneur et de ce qu'il voulait. »
Dans Ils étaient tous mes fils et Mort d'un commis voyageur, Miller condamne l'idéal américain de prospérité en montrant que peu peuvent le poursuivre sans effectuer de compromis moraux dangereux. Mort d'un commis voyageur (Death of a Salesman) est l'histoire tragique d'un commis voyageur qui fait semblant d'avoir réussi dans sa vie à ses amis et à sa famille. Willy Loman (« Low man » signifie « Homme de basse extraction » en anglais) s'est trompé de rêve et s'est soumis aux exigences de la société de consommation. Il a de fréquentes hallucinations mettant en scène son passé, et finit par se faire licencier. Il décide finalement qu'il vaut plus mort que vivant. Il se suicide en espérant que l'argent de l'assurance aidera sa femme et ses fils pour un nouveau départ. Il vend ainsi la dernière chose qui lui reste : sa vie. Les critiques sont partagés sur la signification de cet acte. Certains le voient comme un acte de lâcheté. D'autres comme le dernier sacrifice sur l'autel du rêve américain. C'est le dernier compromis douteux qu'il fait avec cette valeur pour que sa famille puisse continuer à la suivre.
Vu du pont (A View From the Bridge) questionne les lois sur l'immigration aux États-Unis.
Ensuite, deux pièces d'un acte chacune : Incident at Vichy et The Price, traitent de l'universalité de la responsabilité humaine et de la culpabilité qui souvent accompagne la survie et la réussite.
Pour Les Sorcières de Salem, Miller reçut un Antoinette Perry Award. Cette pièce a été décrite comme une allégorie du maccarthysme et de l'hystérie collective. L'apogée du maccarthisme arrivera trois ans après. Bien que sa première production à Broadway n'eut aucun succès, elle est devenue l'une des pièces les plus jouées du dramaturge.
Dans cette pièce, la conscience devient non plus une affaire privée mais d'administration de l'État. Miller exprime aussi dans cette pièce sa croyance en le fait qu'un individu est capable de résister aux pressions conformistes de la société.
L'histoire repose sur différents abus de pouvoir et la lutte des abusés pour compenser cet abus. Le clergé abuse de son pouvoir en faisant peur au village pour le contrôler. Les villageois compensent par les rumeurs publiques. John Proctor a abusé d'Abigail. Elle compense sa perte d'innocence et de dignité en entraînant les autres filles dans le jeu dangereux de rester unies ensemble, quoi qu'il arrive.
Mais les thèmes principaux de la pièce sont des thèmes récurrents chez Miller, en particulier :
- comment les gens utilisent des boucs émissaires pour réussir.
- comment l'individu fait face avec sa morale à celle d'un groupe entier
- comment ceux qui possèdent le pouvoir sacrifient ce qui est juste, uniquement pour protéger leur pouvoir

Il montre comment les gens utilisent la chasse aux sorcières, tout à fait admise dans une morale conventionnelle et conformiste, surtout pour régler leurs comptes avec leurs ennemis. Les valeurs illusoires de la société sont surtout un moyen pour eux d'accomplir des actions immorales qu'ils ne pourraient pas accomplir sinon. Il y a cependant une note d'espoir dans la mesure où Miller montre qu'il est toujours possible de refuser l'inacceptable.
Après la chute est une pièce très autobiographique. Comme souvent, les questions soulevées sont celles de l'innocence et de la culpabilité. De nombreux critiques considèrent que le personnage principal, Maggie, l'auto-destructive, est modelée sur Marilyn Monroe, mais Arthur Miller l'a toujours nié.

### Miller un marxiste?
Miller était clairement un dramaturge social, avec une profonde intelligence des faiblesses personnelles de ses personnages.
Certains critiques[Qui ?] l'ont qualifié de marxiste. Ils pensent en effet que son œuvre est un commentaire socialiste de la structure économique des États-Unis.
Tom Driver déclare qu'il « serait exagéré de dire qu'il suit une “ligne”, qu'elle soit politique ou idéologique, mais la majorité de ses pièces ont des éléments quasi-marxistes et tendent à être une critique sociale engagée. »[réf. nécessaire] William Wiegand estime qu'il « emprunte à Clifford Odets ses thèmes marxistes : le martyre d'une classe moyenne opprimée. »[réf. nécessaire] Enfin, Eleanor Clark, dans une critique de Mort d'un commis voyageur explique : « C'est, bien sûr, le système capitaliste qui a fichu Willy dedans ; la scène où il est brutalement licencié après quelque quarante [sic] années avec l'entreprise vient directement de la littérature des années 1930 de la ligne du Parti, et l'idée émerge assez lucidement à travers toutes les motivations confuses de la pièce que c'est la forme particulière de notre économie de l'argent qui a donné naissance aux idéaux absurdement faux du père et du fils. »[réf. nécessaire]
Cependant, la majorité des critiques, lecteurs et spectateurs ne le considèrent pas comme marxiste, bien qu'ils voient dans ses pièces une critique des valeurs contemporaines. Harold Cluman trouve que « sa volonté est de rendre un jugement humain. »[réf. nécessaire]
Paul West pense que Miller souhaite alerter sur le danger de « consacrer toute sa vie au succès matériel. »
Henry Popkin, déclare lui qu'il « accuse le “système” via une parabole libérale du “mal caché” et de la “responsabilité sociale”. »[réf. nécessaire]
En commentant Après la chute, Miller déclare que : « c'est une manière de voir l'homme et sa nature humaine comme la seule source de la [violence qui est arrivée de plus en plus près de détruire l'espèce. C'est une manière de voir qui ne se tourne pas vers les idées sociales ou politiques comme les créateurs de la violence mais dans la nature de l'être humain lui-même. »
Ce qui est clair c'est que Miller est un écrivain avec un message. Lui-même dit que la tragédie « nous amène de la connaissance […] à la bonne manière de vivre dans le monde. »[réf. nécessaire]
Durant la dépression, il avait été impressionné par : « les pouvoirs des crises économiques et impératifs politiques qui tordaient, déchiraient, érodaient et marquaient tout et tous ceux sur lesquels je posais les yeux... Au point que par la force des circonstances je suis arrivé très tôt et sans m'en rendre compte à être fasciné par le processus lui-même. Comment les choses étaient liées. Comment la personnalité naturelle d'un homme a été changée par son monde... Vous ne pouvez pas comprendre une chose quelconque à moins de comprendre sa relation au contexte. »
Une manière de résumer le message qu'il véhicule dans ses pièces serait de dire que : pour arriver à la dignité, permettre de développer leurs talents et éviter la défaite, les individus doivent connaître et accepter leurs propres limites, plutôt que de tenter de poursuivre des ambitions égoïstes de manière obsessionnelle.

## Apparitions dans la culture populaire
Dans l'album SOS Météores de Edgar P. Jacobs écrit dans un contexte de guerre froide, le professeur Miloch Georgevitch travaillant pour une puissance étrangère occulte évoquant naturellement l'URSS ressemble comme deux gouttes d'eau à Arthur Miller.